# Capoliveri
Capoliveri egy község Elba szigetén. Közigazgatásilag Olaszország Toszkána régiójának Livorno megyéjéhez tartozik.

## Fekvése
A sziget délkeleti részének hegyvidékén fekszik. Közigazgatásilag hozzá tartoznak Lacona, Madonna delle Grazie, Morcone, Pareti, Innamorata, Naregno, Mola és Lido települések. 

Capoliveri elhelyezkedése Livorno megye térképén

## Története

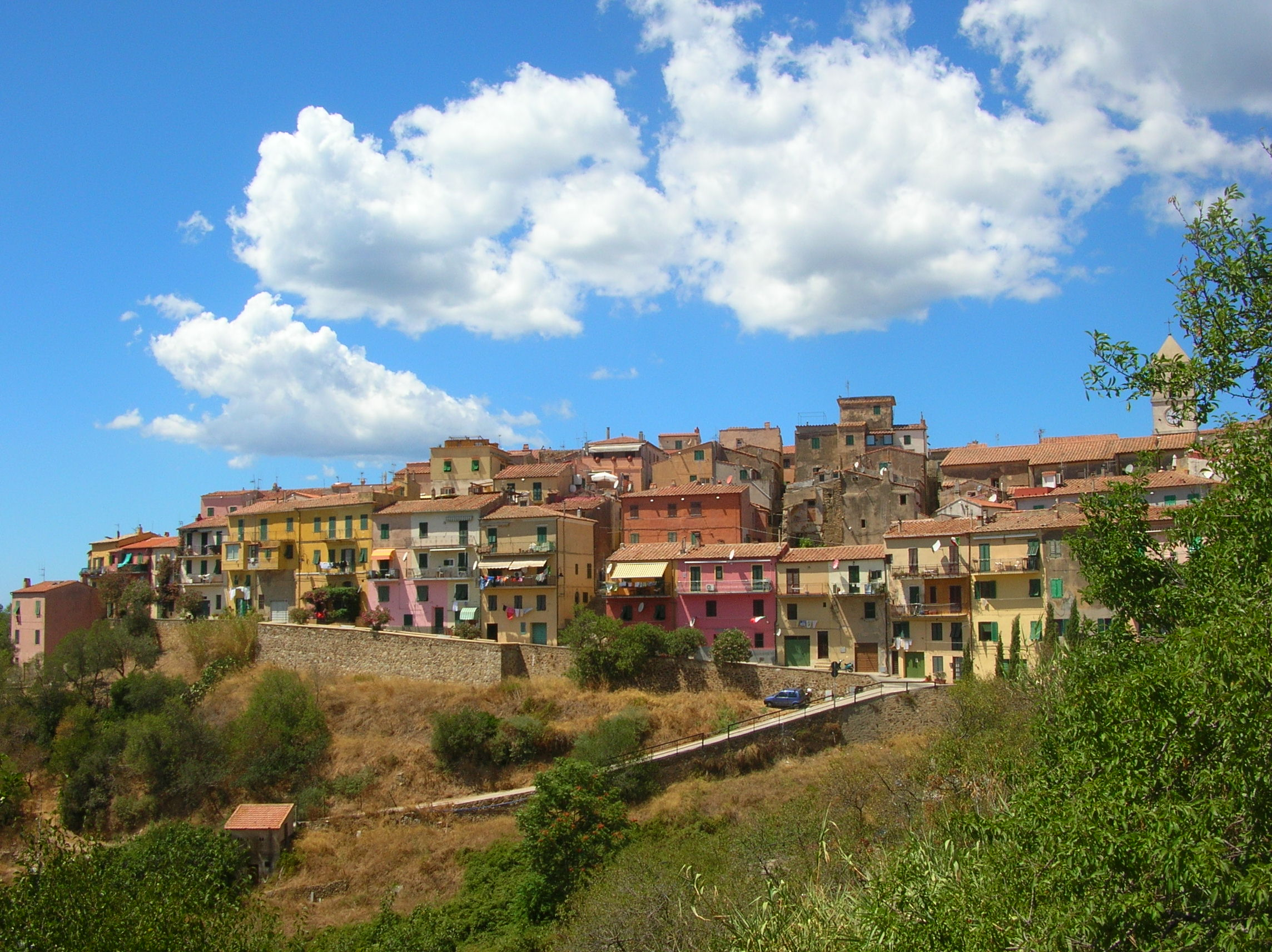
Capoliveri látképe

A régészeti ásatások leletanyagai alapján az ókorban etruszk település. A  római korban Caput Liberum, Capitis Ilvae, Caput Liseri és Caput Liveri neveken említették. Nevének eredete nem teljesen tisztázott. Mivel szőlőtermesztését már Plinius is említette, ezért egyes kutatók a bor megtestesítőjének, Liber isten nevét vélik felfedezni az ókori település nevében.
A napóleoni-hadjáratok idején 1799-ben jelentős ellenállást tanúsított. A város védői megsemmisítettek egy Longone felől érkező csapatot. Megtorlásként a Portoferraióban állomásozó csapatok megostromolták a várost. E háborús események következtében az elbai városokkal ellentétben, Capoliveri az egyetlen, mely ellenségesen tekintett az 1814-ben elbai száműzetését töltő Bonaparte Napóleonra. Ellenállásuk jeléül az adózást is megtagadták. Az ellenállás szervezőit, a város két lelkészét letartóztatták.
1906-ban lett önálló község, addig Porto Azzurro része volt.

## Gazdasága
A történelmi város gazdasága jelenleg az idegenforgalmon alapszik.

## Nevezetességei
- Régészeti ásatásainak etruszk leletanyaga a Nápoly-i arheológiai múzeumban található.
- A dombtetőn felépült középkori óváros, jellegzetes szűk utcákkal.
- A román stílusú 12. századi San Michele templom maradványai. Egy legenda szerint az Avignonból Rómába hajózó pápa a tengeren dúló vihar miatt Capoliveriben kötött ki, s e templomban tartott misét. A templomot a 16. század első felében Khair ad-Din Barbarossa kalózai rombolták le.
- A Capoliveriből kiinduló, Morcone és Pareti településeket  érintő és  Cala dell'Innamorata-ig vezető panorámaút. Az útszakasz végén levő kis tengeröböl a legenda szerint egy 1534-ben történt tragikus történetről kapta a nevét, miszerint Lorenzo és Maria, az egymással ellenségeskedő családokból származó szerelmesek titokban ezen a helyen találkoztak. Miután Lorenzo kalóztámadás áldozatává vált, bánatában Maria  a tengerbe vetette magát. A legenda későbbi folytatásaként a 17. században egy spanyol nemesember, Domingo Cardenas az öbölnél látomásában megpillantotta a lányt, s a látomása alapján felelevenítették Lorenzo és Maria régi történetét, kiknek emlékére azóta minden év július 14-én megünneplik a Festa dell'Innamorata-t.
- Madonna delle Grazie szentély a 16. századból  Morcone közelében. Oltárképe a Madonna del Silenzio, Michelangelo egyik tanítványának, Marcello Venusti-nak alkotása. Barokk freskói Eugenio Allori alkotásai.
- A Lacona melletti Madonna della Neve templom a 16. századból. A feljegyzések szerint még a 19. században is élt ott szerény körülmények között egy remete, Giuseppe Tosi.
- A Focardo erődöt a keleti partvidék egyik sziklafokán építették fel a spanyolok 1678-ban. Építtetőjéről Don Ferdinando Focardo, Longone kormányzójáról nevezték el.

## Híres emberek
- Itt született 1805. május 9-én Vincenzo Silvio orvos, akit az olasz egységállam létrehozása miatti tevékenységéért  1851-ben Rómában letartóztattak. Az egységes Olaszország létrejöttekor, 1861-ben rehabilitálták és 1873-ban bekövetkező haláláig katonaorvosként tevékenykedett. Tiszteletére Capoliveriben utcát neveztek el.

## Fordítás
- Ez a szócikk részben vagy egészben  a   Capoliveri című német Wikipédia-szócikk ezen változatának fordításán alapul.  Az eredeti cikk szerkesztőit annak laptörténete sorolja fel. Ez a jelzés csupán a megfogalmazás eredetét és a szerzői jogokat jelzi, nem szolgál a cikkben szereplő információk forrásmegjelöléseként.

## Képgaléria

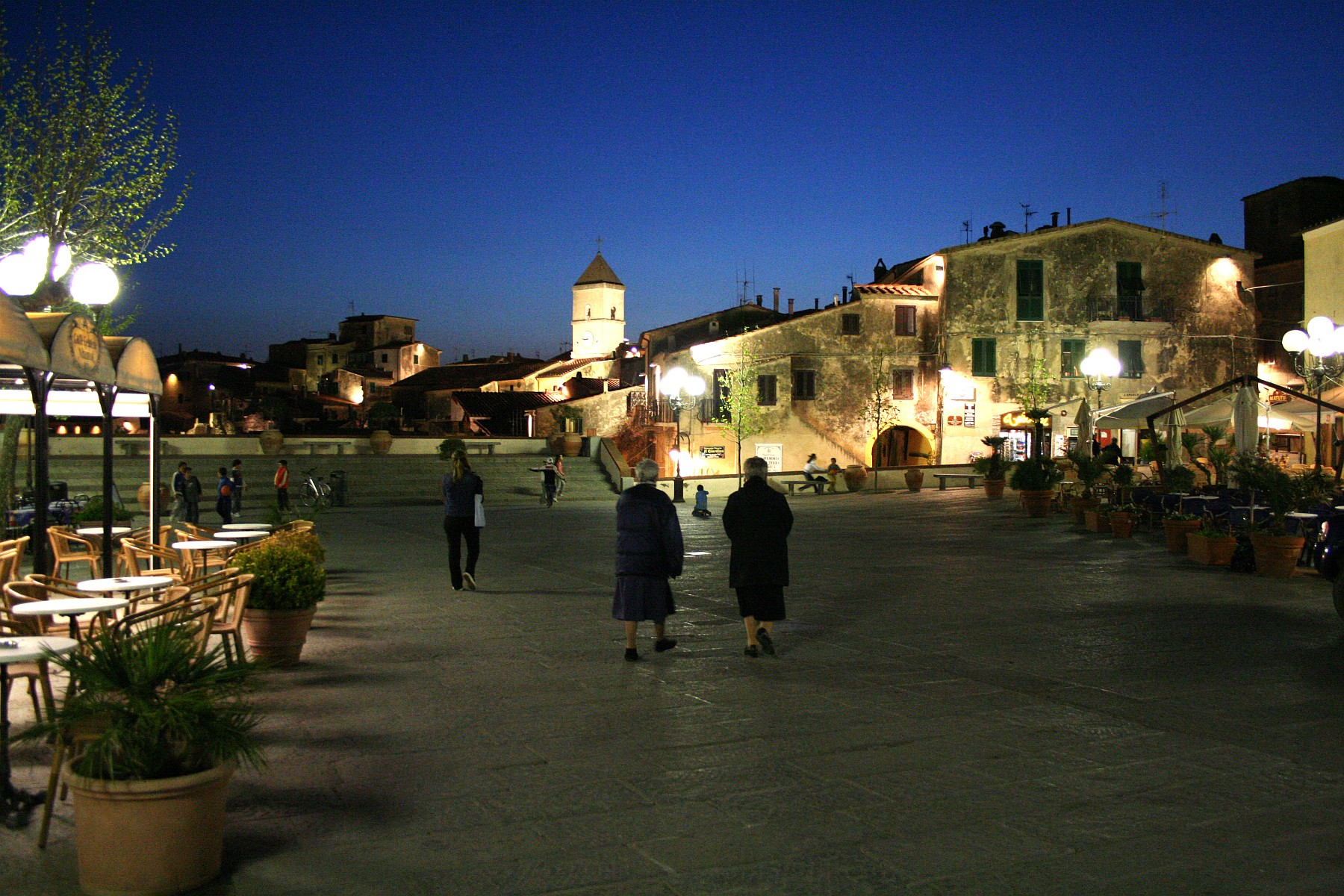
Az óváros főtere
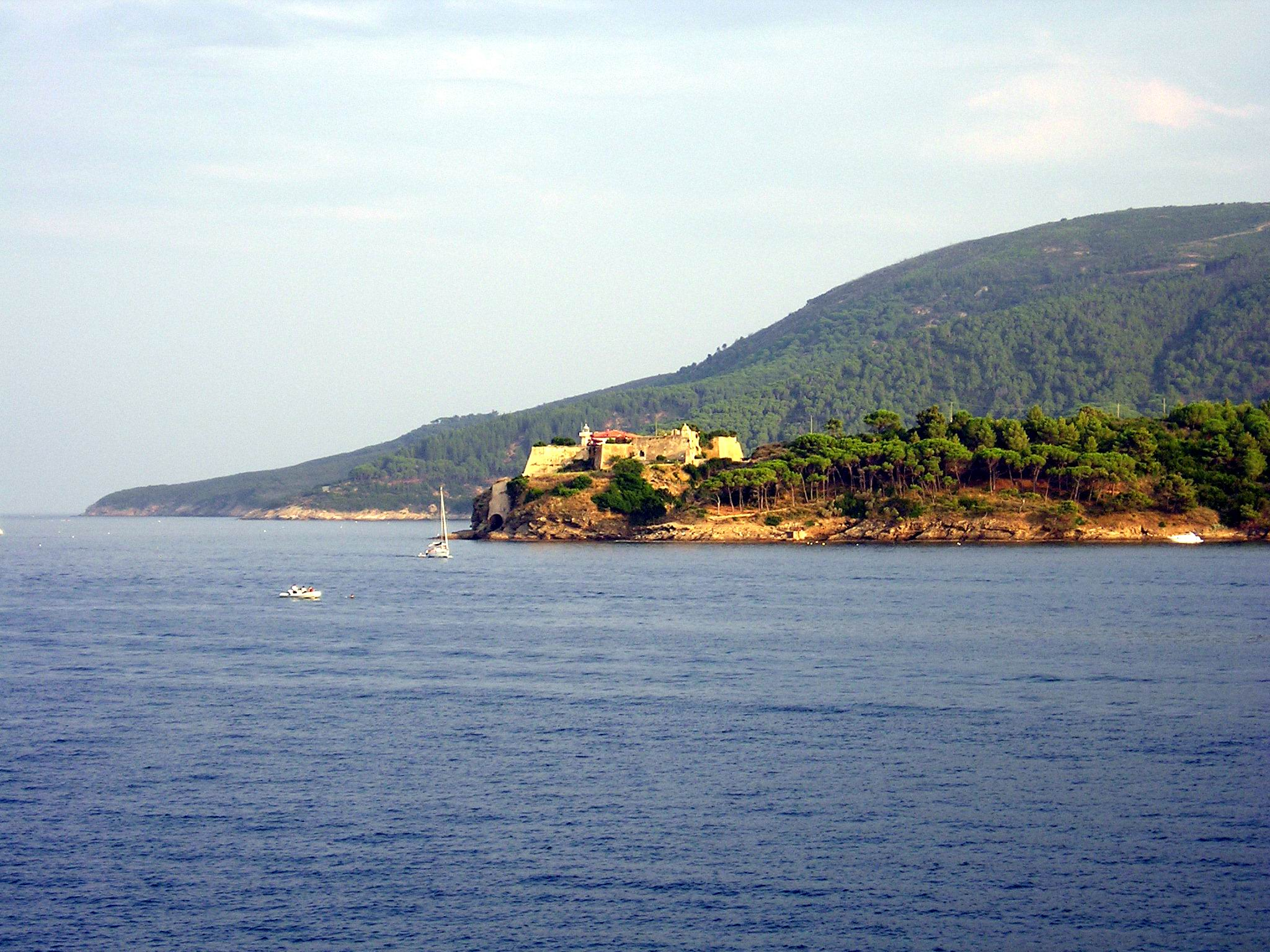
Focardo erőd
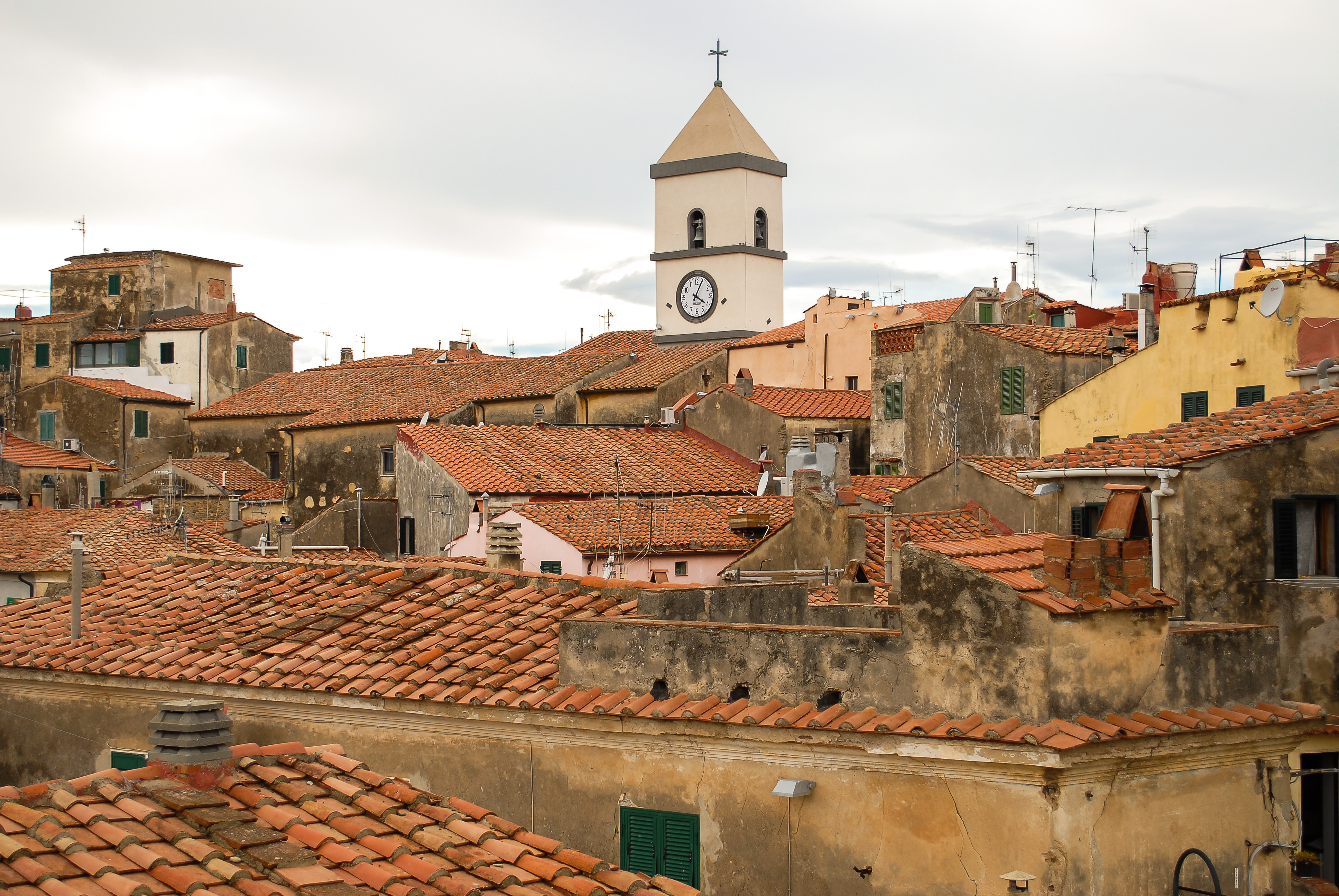
Az óváros